# カラパディテス
カラパディテス（学名：Karapadites）は、デスモセラス上科コッスマティセラス科に属し、コッスマティセラスの亜属とする場合もある。
後期白亜紀後期カンパニアンに生息していたカラパディテスは、すべての渦が露出し、肋が丸みを帯びた外縁（腹部）を横切る、強い肋の縮閉線状の殻を持つ。